# Poppon von Trimberg
Poppon III von Trimberg (mort avant le 3 mai 1271) est évêque de Wurtzbourg de 1267 à 1271.

## Biographie
Poppon III vient de la famille Trimberg, dont le siège est le Trimburg (de) à Elfershausen. Hugo von Trimberg (de) vient aussi de cette famille. On peut supposer que Süßkind von Trimberg en vienne aussi.
Après la Sede vacante, s'ensuit une élection schismatique à l'été 1267. La majorité du chapitre élit Poppon mais une importante minorité choisit Berthold von Henneberg, un autre chanoine. Les deux font appel à l'archevêque de Mayence Werner d'Eppstein (de). Comme Poppon ne sent pas être son favori, il porte son intérêt sur la Curie. Le pape Clément IV demande une enquête sur l'élection. Après un procès de la Curie, auquel n'assiste pas Berthold von Henneberg, la décision est rendue en faveur de Poppon comme évêque légitime. Poppon intente un autre procès qui doit priver Berthold de son titre, mais le pape meurt en 1268, ce procès est repoussé après la Sede vacante. Poppon meurt avant l'élection de Grégoire X. Sa tombe a disparu.

## Source, notes et références
- (de) Cet article est partiellement ou en totalité issu de l’article de Wikipédia en allemand intitulé « Poppo III. von Trimberg » (voir la liste des auteurs).